# Rhododendron 'Ledikanense'
Rhododendron 'Ledikanense' — сорт зимостойких рододендронов. 

## Биологическое описание
Высота в 10-летнем возрасте около 80 см, ширина около 130 см. Максимальная высота 1 м. 
Листья зелёные, матовые, полу-вечнозеленые, 40 х 12 мм. Зимующих листьев мало. 
Бутоны пурпурно-фиолетовые. Цветки в группах по 2—4, диаметр около 75 мм, ярко-фиолетовые, аромат отсутствует.
В Германии цветёт в мае.

## В культуре
По данным немецких авторов выдерживает понижения температуры до −27 °С. В условиях умеренно-континентального климата зимостоек.

## Потомки
- 'Galathea' Matous J., 1970	=('Ledikanense' x ?)
- 'Kleopatra' Matous J., 1964 =('Ledikanense' x 'Hexe')
- 'Peppina' Hachmann Holger, 1991	=('Königstein' x 'Ledikanense')
- 'Ophelia' Matous J., 1964 =('Ledikanense' x	'Madame van der Cruyssen'